# Noisy-sur-École
 Noisy-sur-École  es una comuna y población de Francia, en la región de Isla de Francia, departamento de Sena y Marne, en el distrito de Fontainebleau y cantón de La Chapelle-la-Reine.
En 2018 tenía 1829 habitantes.
No está integrada en ninguna Communauté de communes u organismo similar.

## Geografía

### Localización
Se encuentra a 28,49 km de Melun, prefactura del departamento de Sena y Marne, y a 18,99 km de Fontaineblau, subprefectura. 
Forma parte de la cuenca de vida de Milly-la-Forêt.

### Ciudades limítrofes
Las ciudades más cercanas son: Le Vaudoué (1,4 km), Oncy-sur-École (3,1 km), Tousson (4,3 km), Achères-la-Forêt (4,9 km), Milly-la-Forêt (5,1 km), Boissy-aux-Cailles (5,4 km), Arbonne-la-Forêt (6,6 km) y La Chapelle-la-Reine (7,2 km).

### Relieve y geografía
El municipio se encuentra en la zona sur de la cuenca parisina, en el norte de la región natural de Gâtinais, en las afueras del bosque de Fontaineblau.
La cuenca de París es una región geológica sedimentaria. Todo el entorno de la ciudad proviene de la era del Cenozoico.

## Hidrografía

### Red hidrográfica
La red hidrográfica del municipio está formada por un curso de agua, L'École, de 26,73 km de longitud; y por dos acueductos, Vanne y Loing, que bordean la ciudad por el noreste. En total tienen una longitud de 8,31 km.

### Gestión de cursos de agua
Forma parte del Plan de Gestión y Desarrollo del Agua (SAGE), que busca unificar criterios a la hora de llevar a cabo las orientaciones expuestas por el Plan Maestro para el Desarrollo y la Gestión del Agua (SDAGE).

## Clima
Según los tipos de clima en Francia definidos en 2010, el municipio tiene un clima oceánico. Cumple seis criterios que le permiten pertenecer a esta categoría: temperatura media anual de 11,2 °C, 3,2 días con temperatura inferior a -5 °C, 5,3 días con temperaturas superiores a 30 °C, una amplitud térmica anual de 15,5 °C y una precipitación acumulada anual de 681 mm.
En 2014 un informe de la Dirección General de Energía y Clima predijo que la temperatura media aumentaría y la precipitación media descendería. Este cambio en el clima se registró en la estación meteorológica de Melun-Villaroche.

## Naturaleza y biodiversidad

### Áreas protegidas
El municipio forma parte de la reserva de la biosfera “Fontainebleau y Gâtinais”, creada en 1998, con una superficie total de 150.544 hectáreas. La coordina la Asociación de la Reserva de la Biosfera, formada por un consejo científico y otro educativo.
Pertenece a la red Natura 2000, una red ecológica europea de lugares naturales con interés ecológico. La región de Noisy-sur-École es conocida por su diversidad animal y vegetal. En ella se encuentra la población de artrópodos más rica de Europa, con unas 3.300 especies de escarabajos y 1.200 de lepidópteros, y tiene unas 60 especies vegetales protegidas.

### Espacios naturales con interés ecológico
En su territorio hay una zona natural con interés ecológico, zoológico y botánico (ZNIEFF, por sus siglas en francés), el Macizo de Fontaineblau.

## Urbanismo
Noisy-sur-École es un municipio rural con poca densidad de población. 
En 2017 contaba con 1.064 viviendas. El 73,3% eran primeras residencias, el 19,3%, segundas residencias, y el 6,6% estaba abandonadas. En 2019 se puso en marcha un plan urbano local.

## Comunicación y transportes
La zona oriental está atravesada por la autopista A6. El municipio se comunica con otros pueblos cercanos mediante seis carreteras departamentales.
La ruta de senderismo GR1 cruza el pueblo.
Tiene dos líneas de autobús, que lo comunican con Avon y Chapelle-la-Reine.

## Toponimia
Noisy proviene del latín "nucetum", que significa "bosque de nogales". École es un afluente del Sena.

## Yacimientos arqueológicos
En el municipio hay cuatro yacimientos prehistóricos. Uno de ellos tiene muestras de arte rupestre datado en el Holoceno. Fue catalogado como monumento histórico en 1953 y lo amurallaron para protegerlo. El yacimiento situado al noroeste fue redescubierto en 1981, y tiene pinturas rupestres de dos caballos datadas en el Paleolítico Superior.

## Cultura y deporte
El conservatorio de música de música de Milly-la-Forêt organiza con regularidad conciertos en Noisy-sur-École.
Tiene dos campos de fútbol y un sendero de mountain bike.

## Demografía
| 489 | 496 | 539 | 525 | 544 | 558 | 568 | 599 | 616 | 604 | 577 | 590 | 559 | 589 | 601 | 603 | 561 | 540 | 505 | 501 | 476 | 500 | 509 | 497 | 510 | 546 | 525 | 490 | 673 | 1 085 | 1 561 | 1 823 | 1 895 |
| Para los censos de 1962 a 1999 la población legal corresponde a la población sin duplicidades (Fuente: INSEE [Consultar]) |     |     |     |     |     |     |     |     |     |     |     |     |     |     |     |     |     |     |     |     |     |     |     |     |     |     |     |     |       |       |       |       |

## Empresas
En 2019 tenía 181 empresas activas, entre las que se encuentran 17 de la construcción, 6 inmobiliarias, 46 en actividades científicas y técnicas y 13 relacionadas con los servicios. No tiene hoteles ni camping.

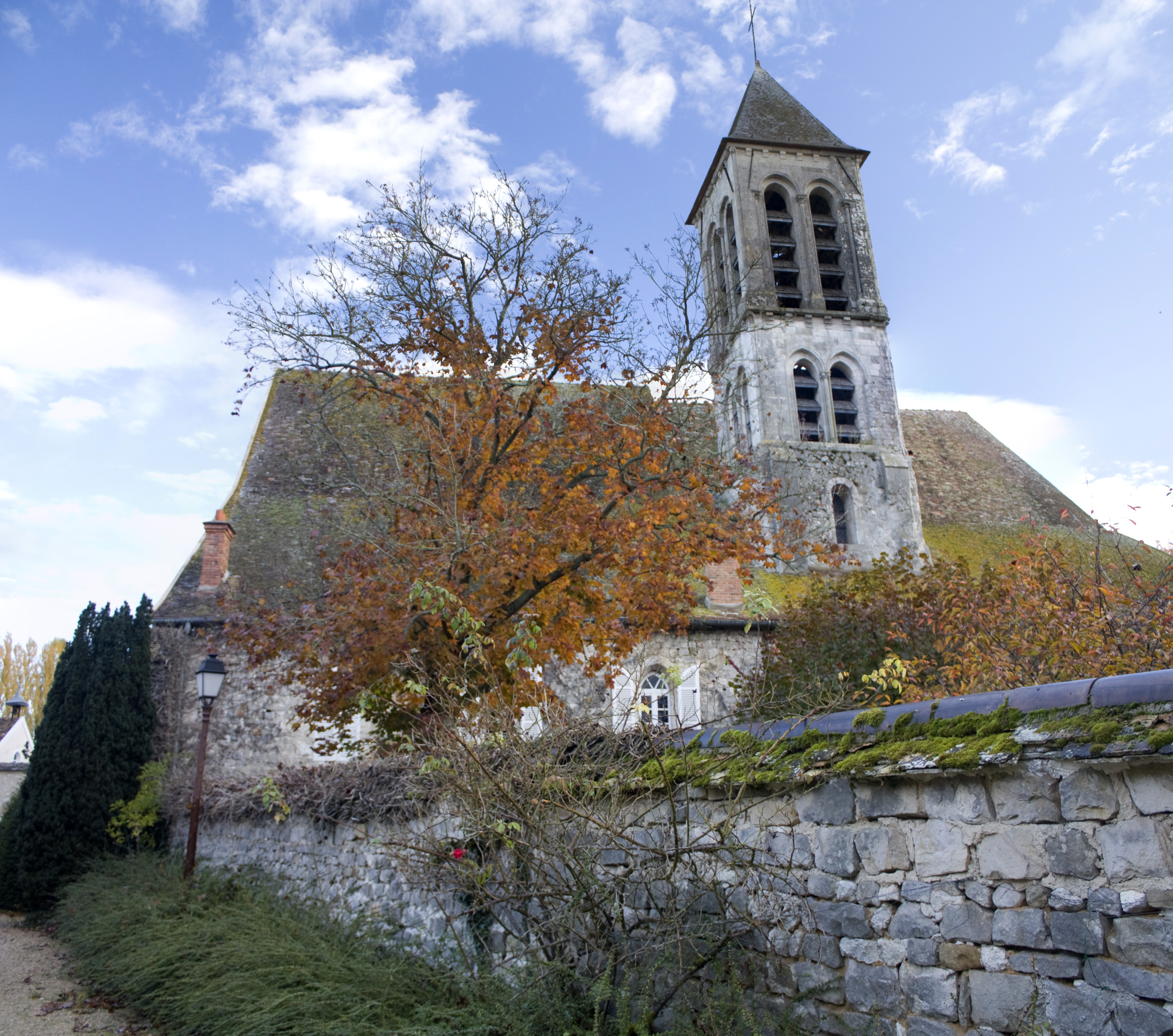
Iglesia de Noisy-sur-École

## Patrimonio

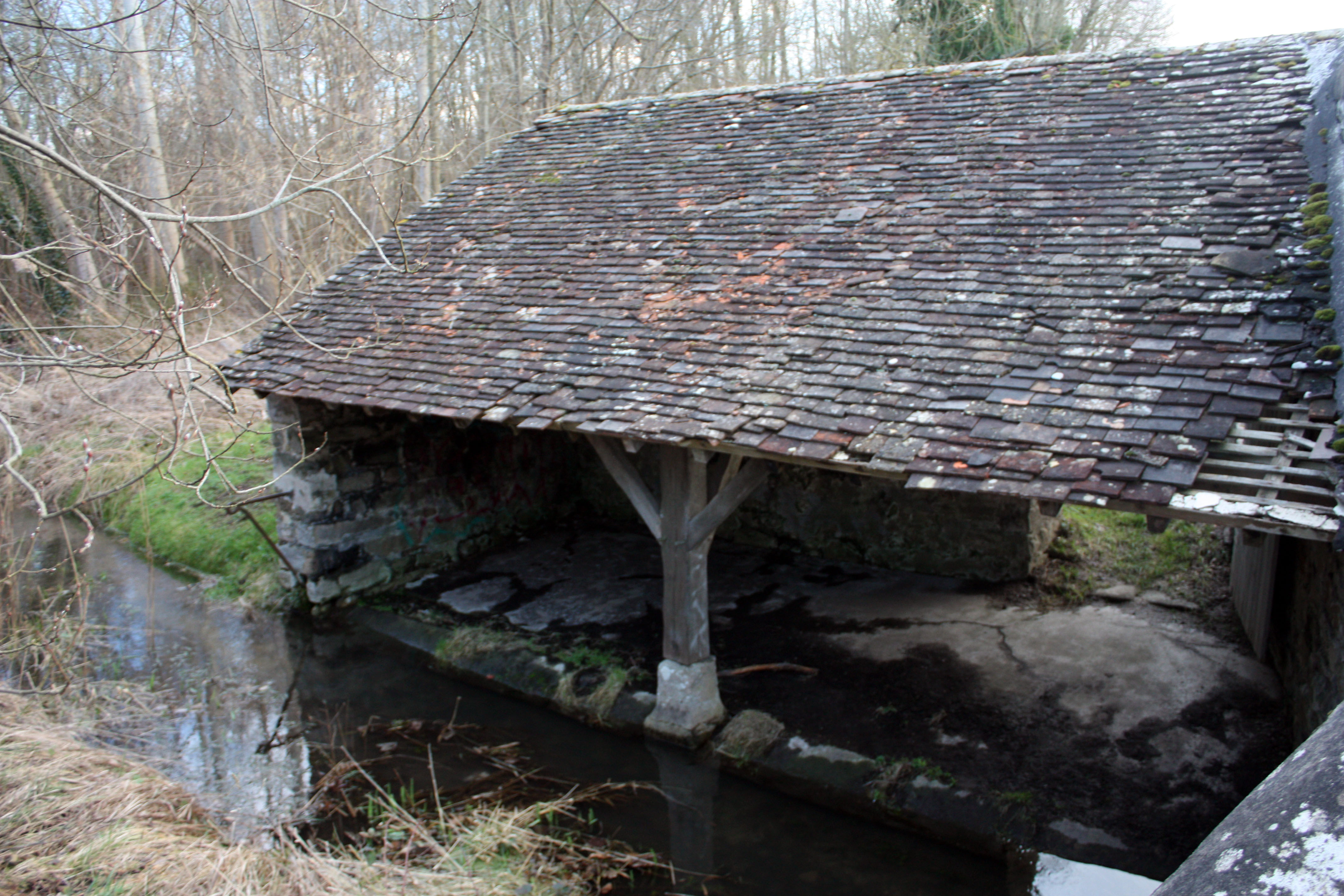
Lavadero de Noisy-sur-École

- Iglesia de Nuestra Señora de la Asunción (siglos XII y XV).[25]
- Pulidor Neolítico de Fond du Goulay.[26]
- Pulidor Neolítico de Pierre aux Prêtres.[27]
- Castillo de Chambergeot.
- Tres lavaderos.

## Vecinos ilustres
- Richard Dewitte (antiguo miembro del grupo musical Il était une fois).